# Patty Hearst
Patricia Campbell Hearst (San Francisco, 20 de fevereiro de 1954), mais conhecida como Patty Hearst, agora também conhecida como Patricia Hearst Shaw, é uma norte-americana herdeira de um império jornalístico e atriz ocasional.
Patty é neta do magnata das comunicações William Randolph Hearst e tornou-se famosa em 1974, quando foi sequestrada por membros do Exército Simbionês de Libertação. Sofreu lavagem cerebral e passou a adotar o nome de Tania, juntando-se aos sequestradores num assalto a banco. Sua atitude é explicada pela Síndrome de Estocolmo, quando a vítima sente simpatia pelo algoz. Ela foi presa e cumpriu parte da pena, até receber um indulto do presidente Jimmy Carter.
Em abril de 1979 casou-se com Bernard Shaw, seu ex-guarda-costas, e tem duas filhas.
Atuou em alguns filmes, como Cry-Baby (1990), e alguns seriados de televisão.

## Impacto cultural
- O Sequestro de Patty Hearst (1988) (cinebiografia)
- Guerrilla: The Taking of Patty Hearst (2004) (documentário)